# Mathilde de Boulogne (1170-1210)
Pour les articles homonymes, voir Mathilde de Boulogne (homonymie).
Mathilde de Boulogne (1170 – 16 octobre 1210) est la plus jeune fille de Mathieu d'Alsace, comte de Boulogne, et de Marie de Blois, comtesse de Boulogne.
Par son mariage avec Henri Ier de Brabant, elle devient duchesse de Brabant.
Le mariage de ses parents est annulé l'année de sa naissance. Sa mère, Marie, devient nonne à l'Abbaye Sainte-Austreberthe à Montreuil.
Son père Mathieu règne sur le Comté de Boulogne jusqu'à sa mort en 1173, date à laquelle la sœur de Mathilde, Ide de Lorraine devient comtesse.
Après sa mort en 1211 ou 1212, elle est enterrée dans l'Église Saint-Pierre de Louvain. Son mari et sa fille Marie sont enterrés à ses côtés.

## Mariage et enfants
En 1179, alors que Mathilde n'a que neuf ans, elle est mariée à Henri Ier de Brabant. Le couple a sept enfants :
- Marie (1190 - 1260), mariée à successivement à Othon IV du Saint-Empire (1177 - 1218), empereur germanique en 1214, puis en juillet 1220 à Guillaume Ier de Hollande (1167 - 1223), comte de Hollande ;

- Adélaïde (1190 - 1265), comtesse de Boulogne, mariée à en 1206 à Arnoul III de Looz (mort en 1223), comte de Looz, puis en 1225 à Guillaume X d'Auvergne (1195 - 1247), comte d'Auvergne, enfin après 1251 à Arnould de Wesemael, maréchal de Brabant ;

- Marguerite (1192 - 1231), mariée en 1206 à Gérard III de Gueldre (mort en 1229), comte de Gueldre ;

- Mathilde (1200 - 1267), mariée en 1212 à Henri V du Palatinat, comte palatin du Rhin, puis en 1224 à Florent IV de Hollande (1210 - 1234), comte de Hollande, fils de Guillaume Ier de Hollande ;

- Henri II (1207 - 1248), duc de Brabant, marié successivement à Marie de Souabe puis à Sophie de Thuringe ;

- Godefroid (1209 - 1254), premier seigneur de Gaasbeek.